# Armix
Armix ist eine französische Gemeinde mit 25 Einwohnern (Stand 1. Januar 2022) im  Département Ain in der Region Auvergne-Rhône-Alpes. Sie gehört zum Wahlkreis Kanton Plateau d’Hauteville im Arrondissement Belley und ist Mitglied im Gemeindeverband Bugey Sud.

## Geographie
Armix liegt auf 720 m, etwa 21 Kilometer südöstlich der Stadt Ambérieu-en-Bugey und 48 km südöstlich der Präfektur Bourg-en-Bresse (Luftlinie). Das kleine Bauerndorf erstreckt sich im zentralen Bugey, an einem nach Süden abfallenden Hang im Hochjura, hoch über der tief eingeschnittenen Cluse des Hôpitaux, welche als Taldurchbruch die Verkehrsverbindung für Eisenbahn und Straße zwischen Ambérieu-en-Bugey und Culoz gewährleistet.
Die Fläche des 6,82 km² großen Gemeindegebiets umfasst einen Abschnitt des südlichen französischen Juras. Der zentrale Teil wird von der Hangschulter von Armix eingenommen, die nach Süden geneigt ist. Sie fällt gegen Südwesten mit einer markanten Felswand zur Cluse des Hôpitaux ab; die Grenze befindet sich dabei oberhalb der Felskante. Nach Nordosten erstreckt sich das Gemeindeareal auf den bewaldeten Jurahöhenzug der Forêt de Ravière, auf dem mit 1064 m die höchste Erhebung von Armix erreicht wird.
Nachbargemeinden von Armix sind Prémillieu und Thézillieu im Norden, Virieu-le-Grand im Osten, Rossillon im Süden sowie La Burbanche im Westen.

## Geschichte
Erstmals urkundlich erwähnt wird Armix im 12. Jahrhundert unter dem Namen Armies. Die Dorfkirche war zunächst dem Kloster von Cluny, später dem Zisterzienserkloster von Saint-Sulpice (bei Thézillieu) unterstellt. Seit dem Mittelalter stand das Dorf unter der Oberhoheit der Grafen von Savoyen. Mit dem Vertrag von Lyon gelangte es im Jahre 1601 an Frankreich.

## Bevölkerung
| Jahr                       | 1962 | 1968 | 1975 | 1982 | 1990 | 1999 | 2010 | 2020 |
| Einwohner                  | 54   | 48   | 33   | 28   | 14   | 15   | 20   | 26   |
| Quellen: Cassini und INSEE |      |      |      |      |      |      |      |      |

Mit 25 Einwohnern (Stand 1. Januar 2022) ist Armix die kleinste der 419 Gemeinden des Départements Ain. Aufgrund seiner Abgeschiedenheit verzeichnete das Dorf während des 20. Jahrhunderts durch starke Abwanderung einen deutlichen Bevölkerungsrückgang, von dem es sich seit dem Beginn des 21. Jahrhunderts allmählich erholt. Die Ortsbewohner von Armix heißen auf Französisch Armixois(es).

## Sehenswürdigkeiten
Die Kirche Sainte-Catherine stammt aus dem 19. Jahrhundert.

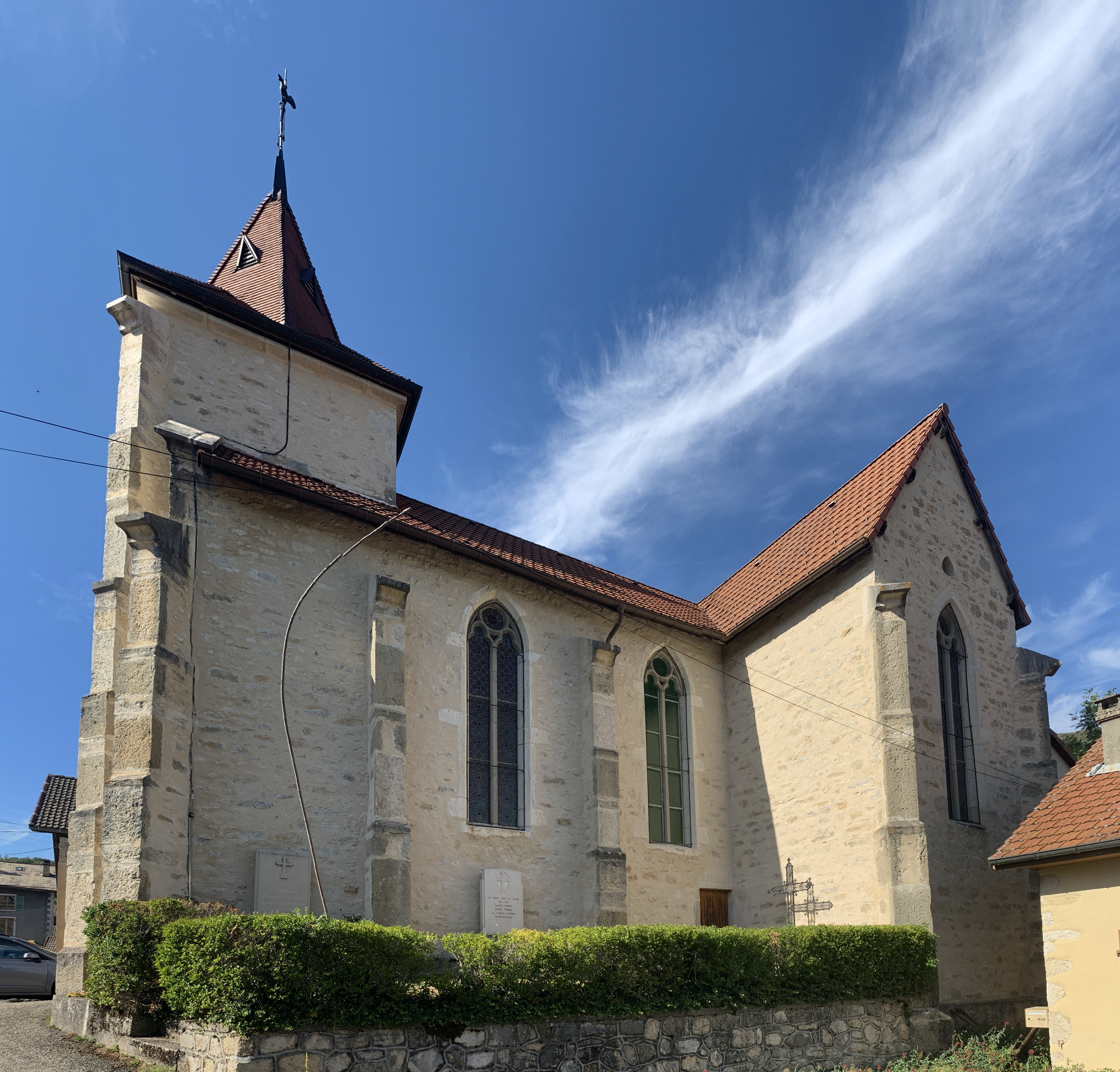
Kirche Sainte-Catherine
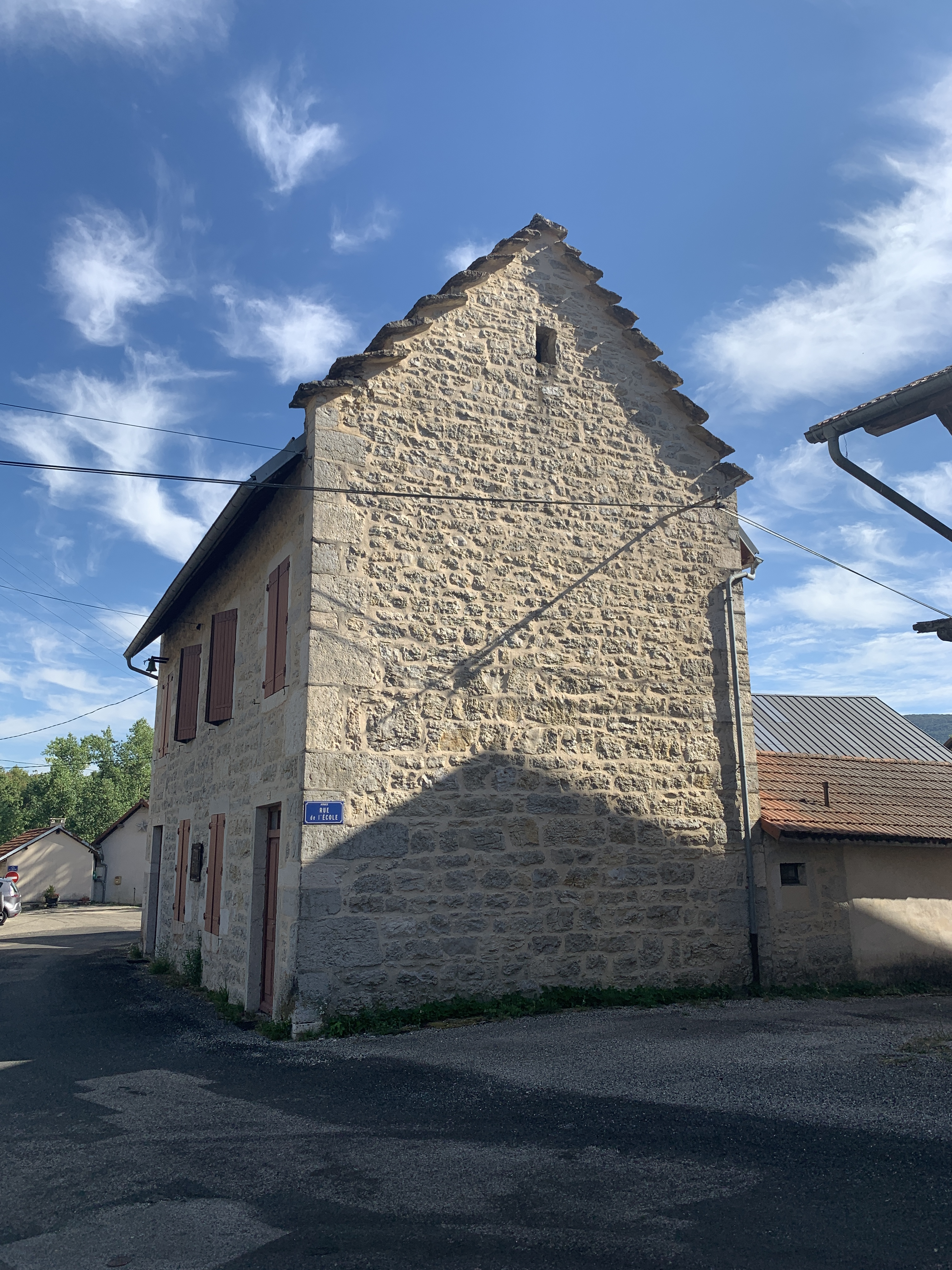
Ehemalige Schule
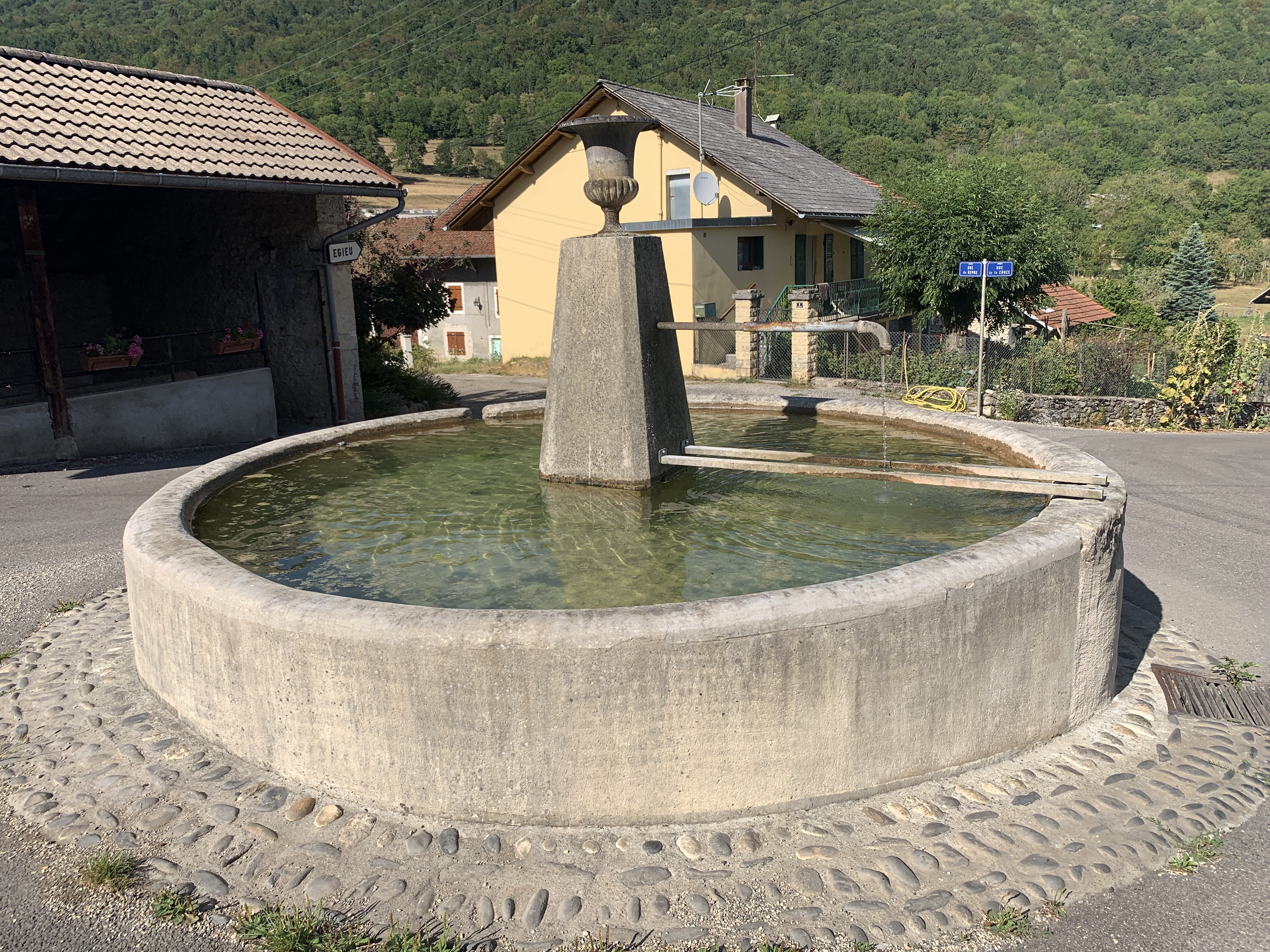
Brunnen
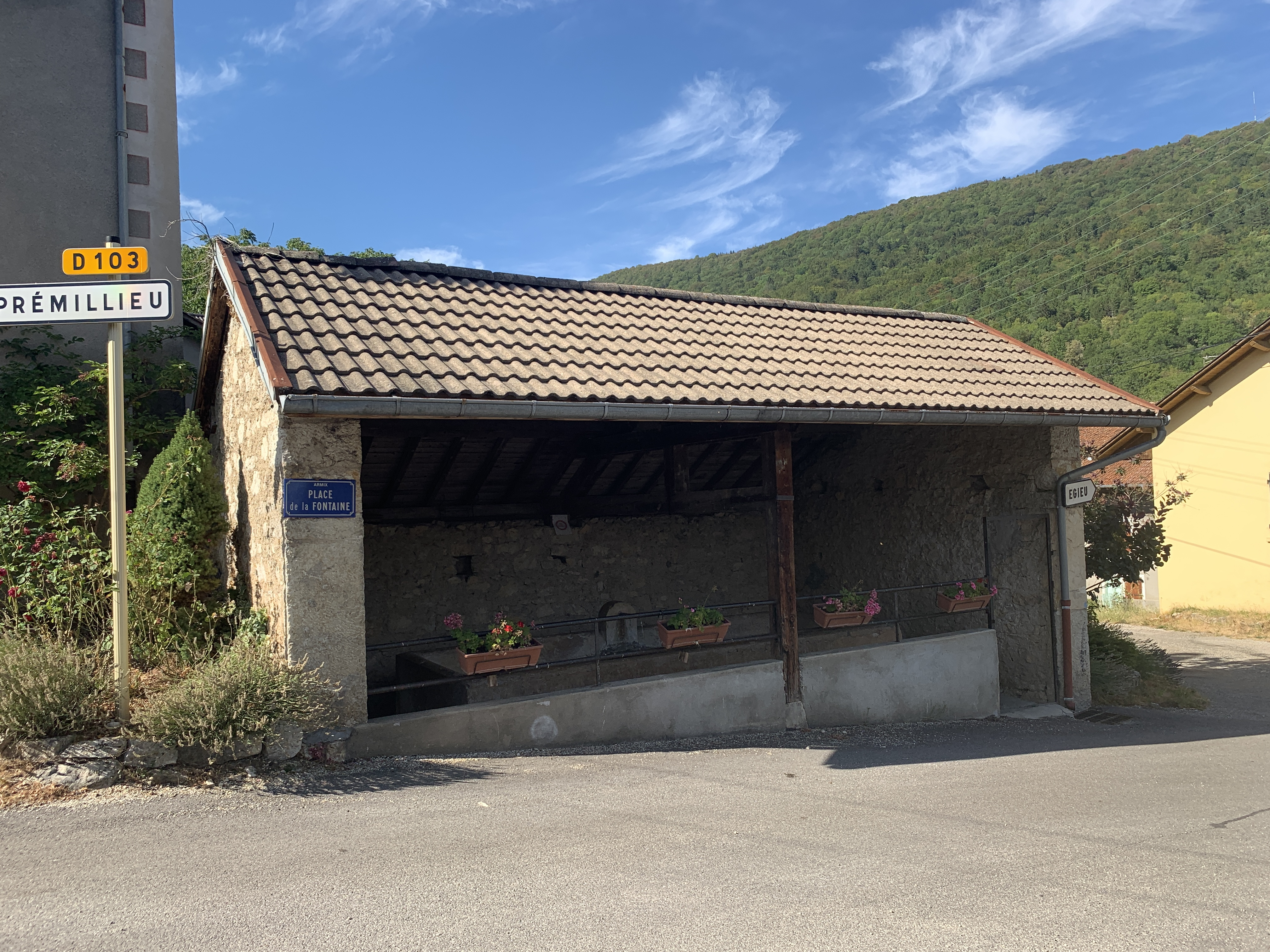
Lavoir
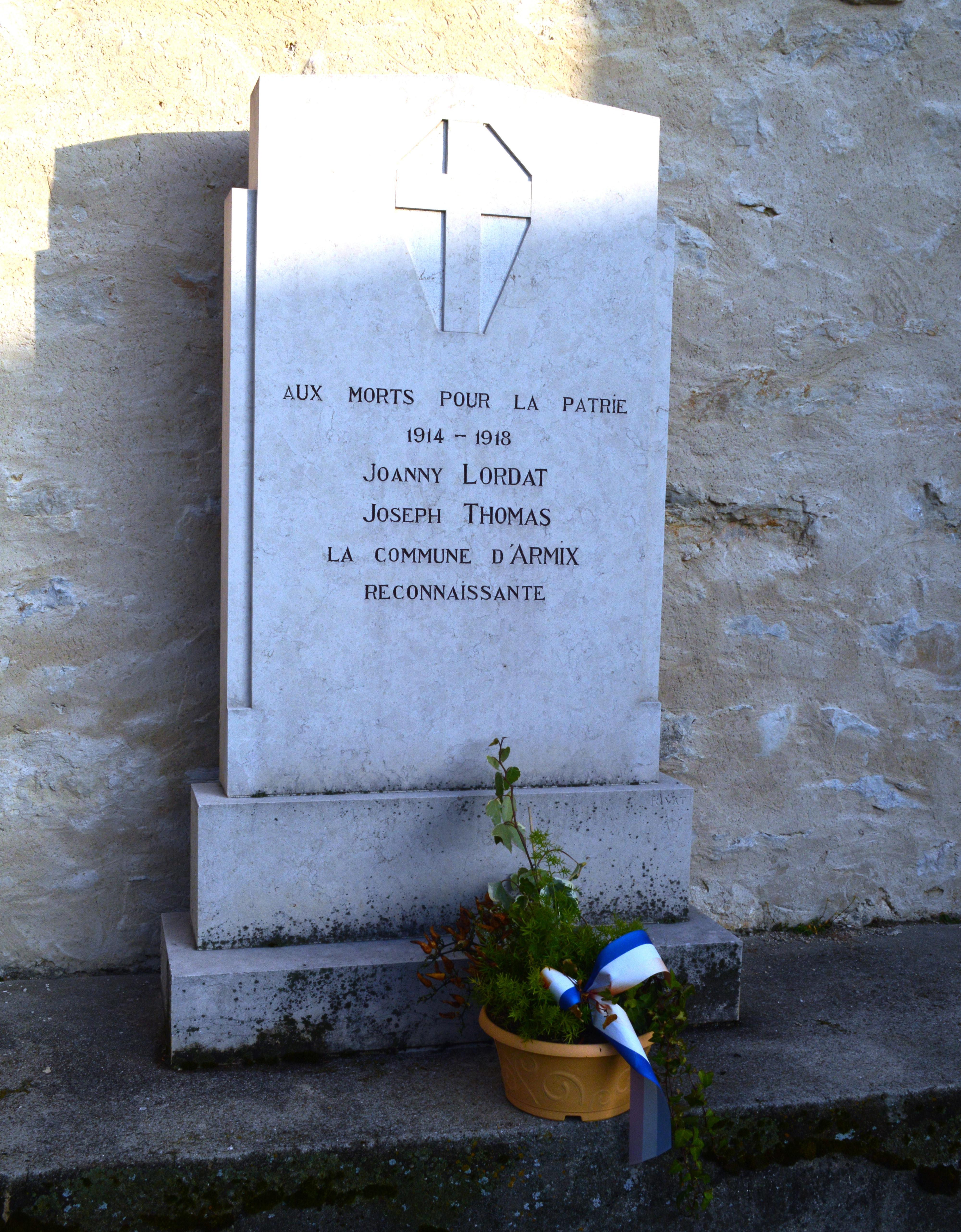
Gefallenendenkmal

## Wirtschaft und Infrastruktur
Armix war bis weit ins 20. Jahrhundert hinein ein vorwiegend durch die Landwirtschaft und Forstwirtschaft geprägtes Dorf. Noch heute leben die Bewohner zur Hauptsache von der Tätigkeit im ersten Sektor. Außerhalb des primären Sektors gibt es keine weiteren Arbeitsplätze im Dorf.
Die Ortschaft liegt abseits der größeren Durchgangsstraßen. Die Hauptzufahrt erfolgt von Rossillon an der Hauptstraße N 504 durch die Cluse des Hôpitaux. Eine weitere Straßenverbindung besteht mit Prémillieu.